# Justicia maguirei
Justicia maguirei är en akantusväxtart som beskrevs av D.C. Wasshausen. Justicia maguirei ingår i släktet Justicia och familjen akantusväxter. Inga underarter finns listade i Catalogue of Life.